# Bonny Warner
Bonny Susan Warner (* 7. April 1962 in Mount Baldy, Kalifornien) ist eine frühere US-amerikanische Rennrodlerin und Bobsportlerin.
Bonny Warner, die international für die U.S. Luge Association antrat, gehörte zur Mitte und in der zweiten Hälfte der 1980er Jahre zu den weltbesten Rennrodlerinnen. 1980 kam sie als Fackelträgerin für die Olympischen Winterspiele in Lake Placid erstmals mit dem Sport in Berührung. Ohne deutsch zu können, ging sie nach Deutschland und erlernte dort den Sport. 1984 trat sie in Sarajevo zu ihren ersten Olympischen Winterspielen an und belegte den 15. Platz. In Lake Placid konnte sie 1987 ihr einziges Rennen im Weltcup gewinnen. Neben Cammy Myler und Erica Terwillegar ist sie damit die einzige US-Amerikanerin, die je ein Weltcuprennen gewinnen konnte. In der Gesamtwertung der Saison belegte sie gemeinsam mit Gabriele Kohlisch hinter Cerstin Schmidt und Marie-Luise Rainer den dritten Rang. Recht erfolgreich verliefen die Olympischen Spiele 1988 in Calgary mit einem sechsten Rang. Weniger gut schnitt sie vier Jahre später als 18. in Albertville ab. Nach den Spielen beendete sie zunächst ihre Karriere.
1999 begann sie während eines Urlaubs in Lake Placid mit dem Bobsport, dessen Frauenwettbewerb zu den Olympischen Winterspielen 2002 in das olympische Wettbewerbsprogramm aufgenommen wurde. Mit ihrer Anschieberin Vonetta Flowers verpasste sie jedoch die Qualifikation trotz guter Leistungen im Bob-Weltcup, etwa dem dritten Rang in der Gesamtwertung der Saison 2000/01, zu den Spielen.
Warner studierte an der Stanford University zunächst Bauingenieurwesen, später wechselte sie unter dem Eindruck ihres Sportes zum Fernsehjournalismus. 1988 wurde sie mit einer Prämie von 10.000 Dollar vom nationalen Olympischen Komitee ausgezeichnet, das Geld investierte sie in eine Ausbildung zum Fluglehrer. Ihren Ehemann, einen Feuerwehrmann, lernte sie kennen, als er einer ihrer Flugschüler war. Das Paar, Warner heißt seit der Eheschließung 1996 Bonny Simi, hat eine Tochter (* 1998). Auch Bill Graham gehörte zu ihren Flugschülern. Von 1990 bis 2004 arbeitete sie für United Airlines, seitdem für JetBlue – zunächst als Pilotin, mittlerweile im Management. Von 1980 bis 1996 war Warner als Vertreterin von Rodel- und Bobsport Mitglied des Nationalen Olympischen Komitees der USA. Bei den Spielen 1994 in Lillehammer, 1998 in Sapporo und 2002 in Salt Lake City war sie als Kommentatorin für CBS Sports tätig.

## Erfolge

### Weltcupsiege
Einzel
| Nr. | Datum        | Ort         | Bahn                        |
| --- | ------------ | ----------- | --------------------------- |
| 1.  | 1. März 1987 | Lake Placid | Olympia-Bobbahn Lake Placid |